# Pyronia dosojos
Pyronia dosojos är en fjärilsart som beskrevs av Ribbe 1909. Pyronia dosojos ingår i släktet Pyronia och familjen praktfjärilar. Inga underarter finns listade.